# Królewski Ogród Botaniczny
Królewski Ogród Botaniczny (hiszp. Real Jardín Botánico) – ogród botaniczny o powierzchni 8 ha, znajdujący się w Madrycie (Hiszpania). Ośrodek badań naukowych Consejo Superior de Investigaciones Científicas. Prezentuje kolekcję roślin europejskich, amerykańskich i pacyficznych. Wejście do ogrodu znajduje się od Placu Murillo, naprzeciwko Muzeum Prado.

## Historia
Ogród został założony 17 października 1755 przez króla Ferdynanda VI w Soto de Migas Calientes (dziś Puerta de Hierro w Madrycie) nad rzeką Manzanares. W 1774 roku jego brat i następca tronu, Karol III, zlecił przeniesienie ogrodu do bieżącej lokalizacji, przy Paseo del Prado. Nastąpiło to w wyniku zakrojonych na szeroką skalę prac reorganizacyjnych tej części Madrytu. Bezpośrednie sąsiedztwo Prado i ogrodu botanicznego miało stanowić symboliczny wyraz mecenatu króla nad sztuką i nauką. 
Ogród w nowym miejscu otwarto w 1781 r. Dwaj architekci dworu madryckiego, Francesco Sabatini i Juan de Villanueva, wykorzystując strome nachylenie terenu, zaprojektowali ogród w formie trzech tarasów, obsadzonych roślinnością wedle metody Linneusza. Praca Sabatiniego była ograniczona do zakreślenia wstępnej koncepcji, którą doprecyzował Villanueva. Celem takiego założenia była nie tylko ekspozycja roślin, lecz także nauka botaniki, promowanie ekspedycji służących odkrywaniu nowych gatunków (szczególnie w hiszpańskich posiadłościach kolonialnych) i ich klasyfikacji. Kolekcja ogrodu wzbogaciła się znacznie w 1794 r., gdy za sprawą Alessandro Malaspiny pojawiła się w nim kolekcja 10 000 nowych roślin. Zgromadzone okazy żywe oraz szkice i zielniki spowodowały, że w początku XIX w. Królewski Ogród Botaniczny w Madrycie był jednym z najważniejszych w Europie.
Ogród został opuszczony w wyniku wojny o niepodległość (1808 r.), lecz w 1857 r. podjęto kroki zmierzające do rewitalizacji: zbudowano szklarnię i odświeżono górny taras, wkrótce także zorganizowano ogród zoologiczny, później przeniesiony do Parque del Buen Retiro. Koniec XIX w. przyniósł ogrodowi kolejne straty: ograniczenie jego powierzchni (na wydzielonej w ten sposób działce zbudowano dzisiejszą siedzibę Ministerstwa Rolnictwa), a także utrata części drzew w wyniku poważnej wichury. W 1974 r., po latach zaniedbań, ogród został zamknięty i poddany renowacji. Otwarto go ponownie w 1981 r. W 2005 r. powiększono jego powierzchnię o dodatkowy hektar.

## Układ ogrodu
Dzisiejsza kolekcja botaniczna podzielona jest na cztery tarasy, których powierzchnie maleją wraz z wysokością. Kolekcja okazów żywych obejmuje 1 500 drzew i ok. 90 000 innych roślin.
- Terraza de los Cuadros – kolekcja roślin ozdobnych, leczniczych, aromatycznych, endemicznych, warzywniak. Rośliny zorganizowane są w kwadratowych rabatach (hiszp. cuadros) wokół centralnej fontanny. W rogu południowo-zachodnim znajduje się ogród japoński. Ogół założenia tarasu opiera się na pierwotnym projekcie z końca XVIII w.
- Terraza de las Escuelas Botánicas – uporządkowana filogenetycznie kolekcja roślin, ozdobiona dodatkowo dwunastoma fontannami. Ogół założenia tarasu opiera się na pierwotnym projekcie z końca XVIII w.
- Terraza del Plano de la Flor – zróżnicowana kolekcja krzewów i drzew, zorganizowana w formie romantycznego ogrodu angielskiego. Stan ten zachowuje rearanżację oryginalnego planu tarasu podczas przebudowy ogrodu w poł. XIX w. W przeciwieństwie do dwóch poprzednich tarasów, Terraza del Plano de la Flor, stanowi wartość wyłącznie estetyczną. W tej części ogrodu znajduje się Pawilon Villanuevy, zbudowany w 1781 r. jako szklarnia (dziś galeria wystaw czasowych), oraz staw z popiersiem Linneusza.
- Terraza alta/Terraza de los Laureles – najwyższy i najmniejszy z tarasów, dodany jako rozszerzenie ogrodu w 2005 r. Znajduje się za pawilonem Villanuevy i eksponuje między innymi kolekcję bonsai, darowaną przez byłego prezydenta Hiszpanii Felipe Gonzáleza.

## Galeria

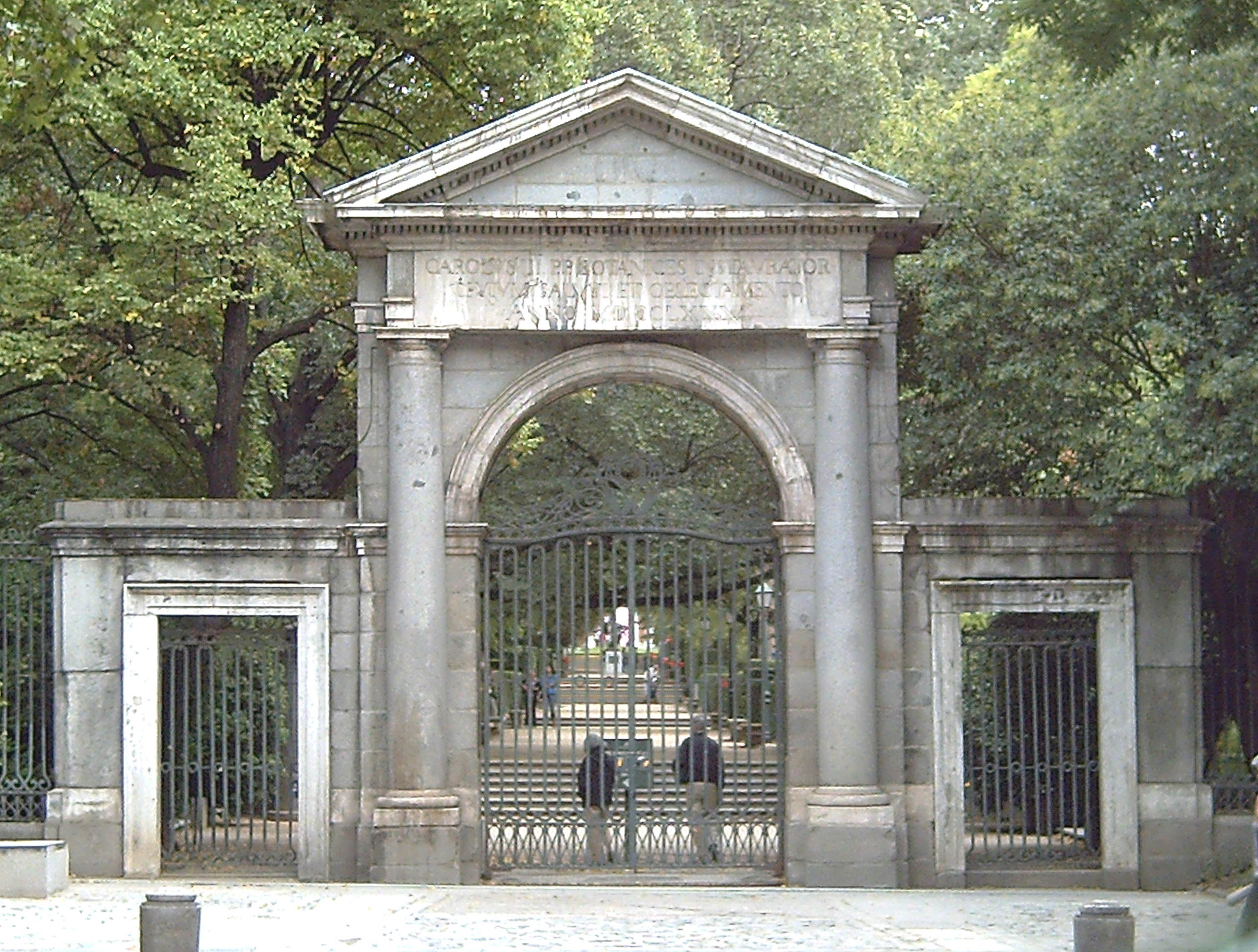
Brama wejściowa od strony Muzeum Prado
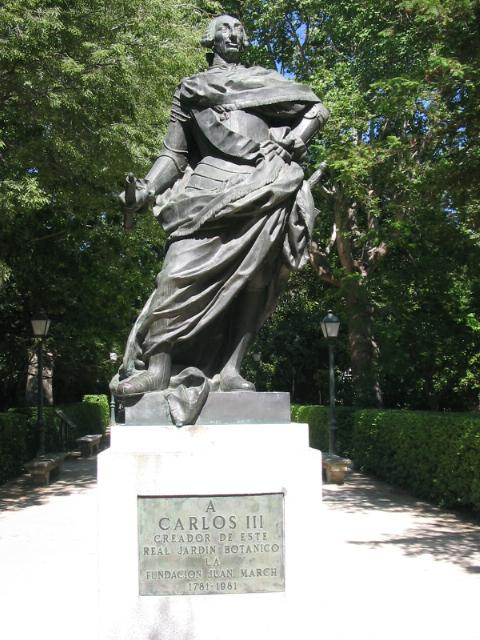
Pomnik króla Karola III
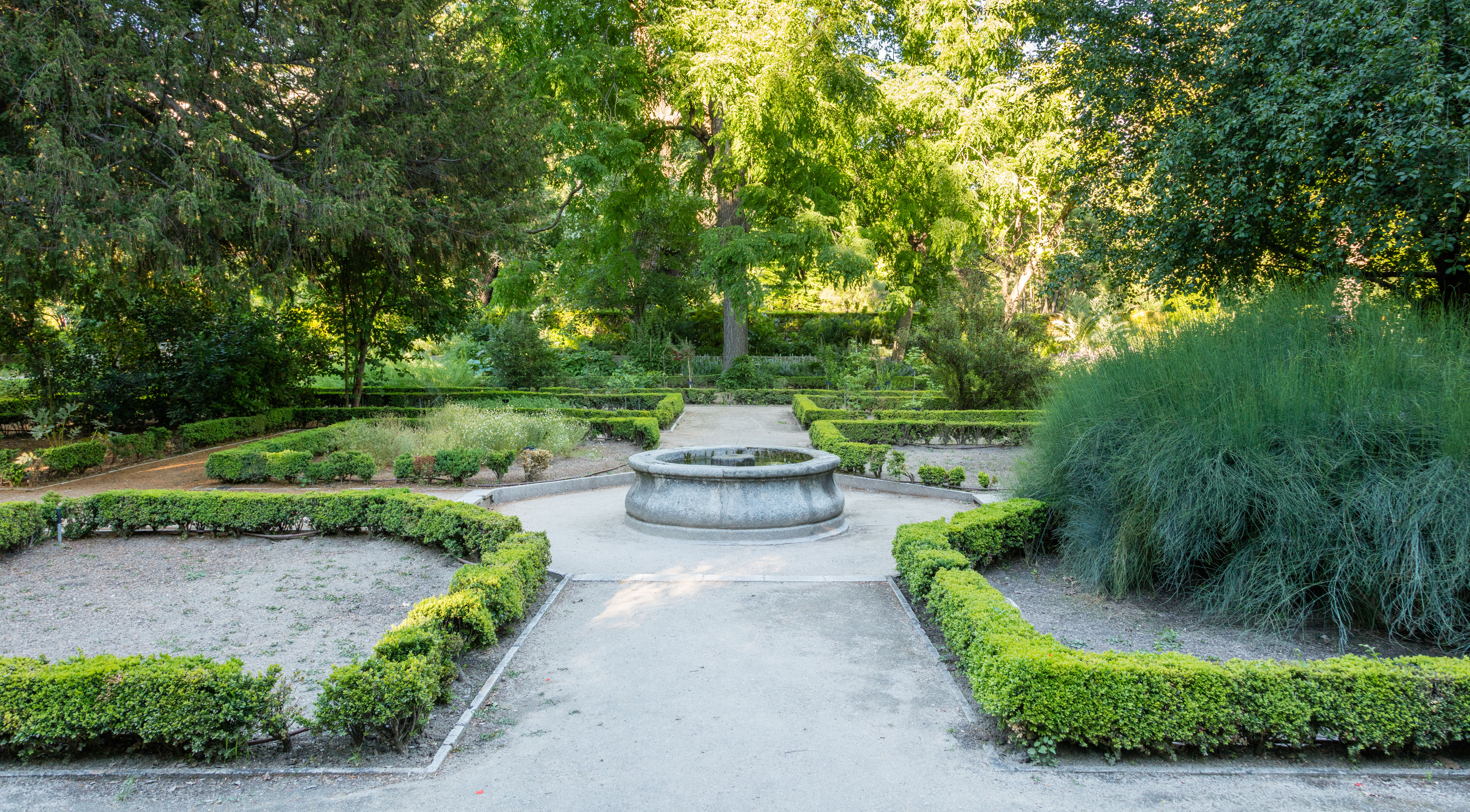
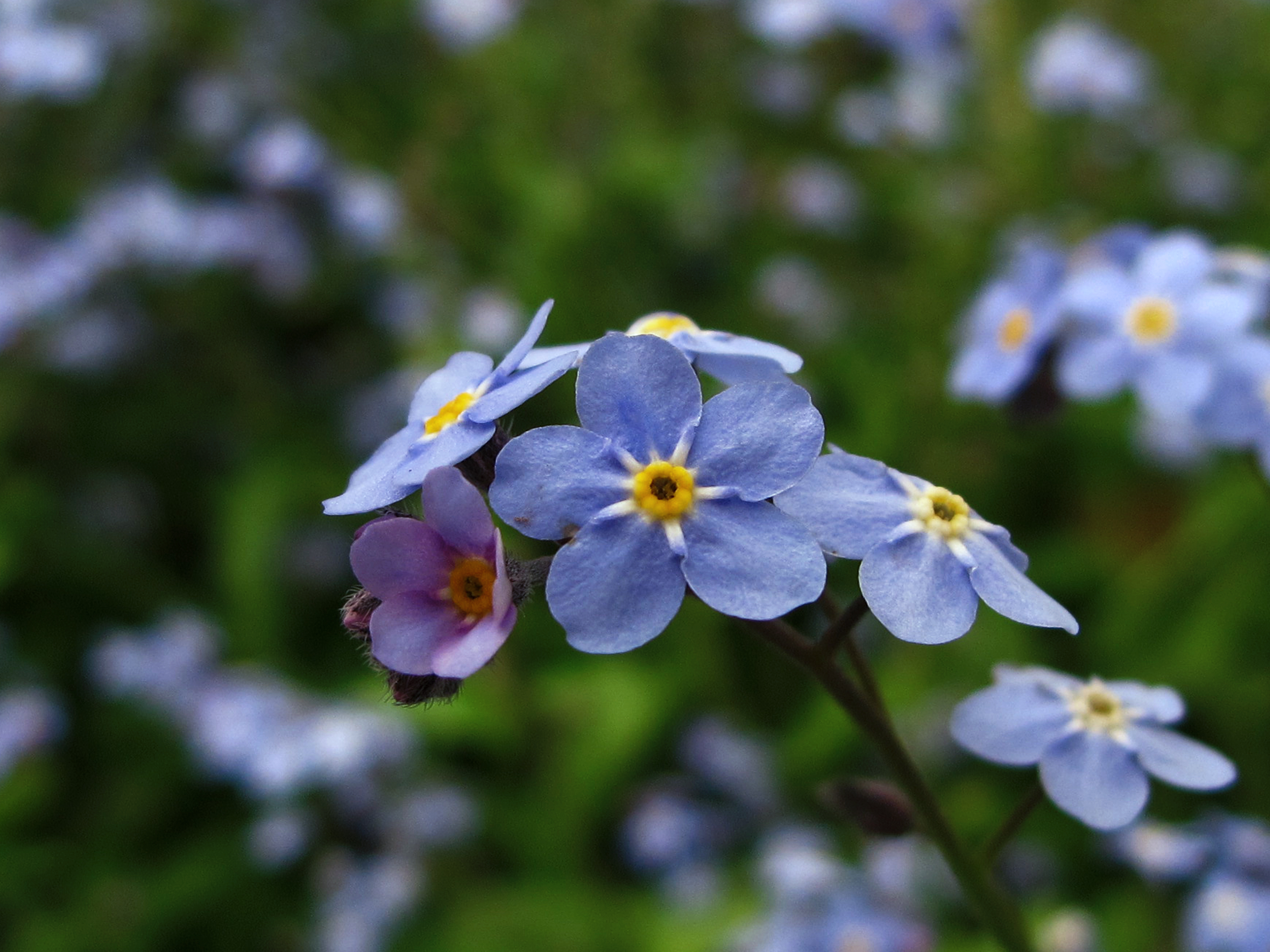
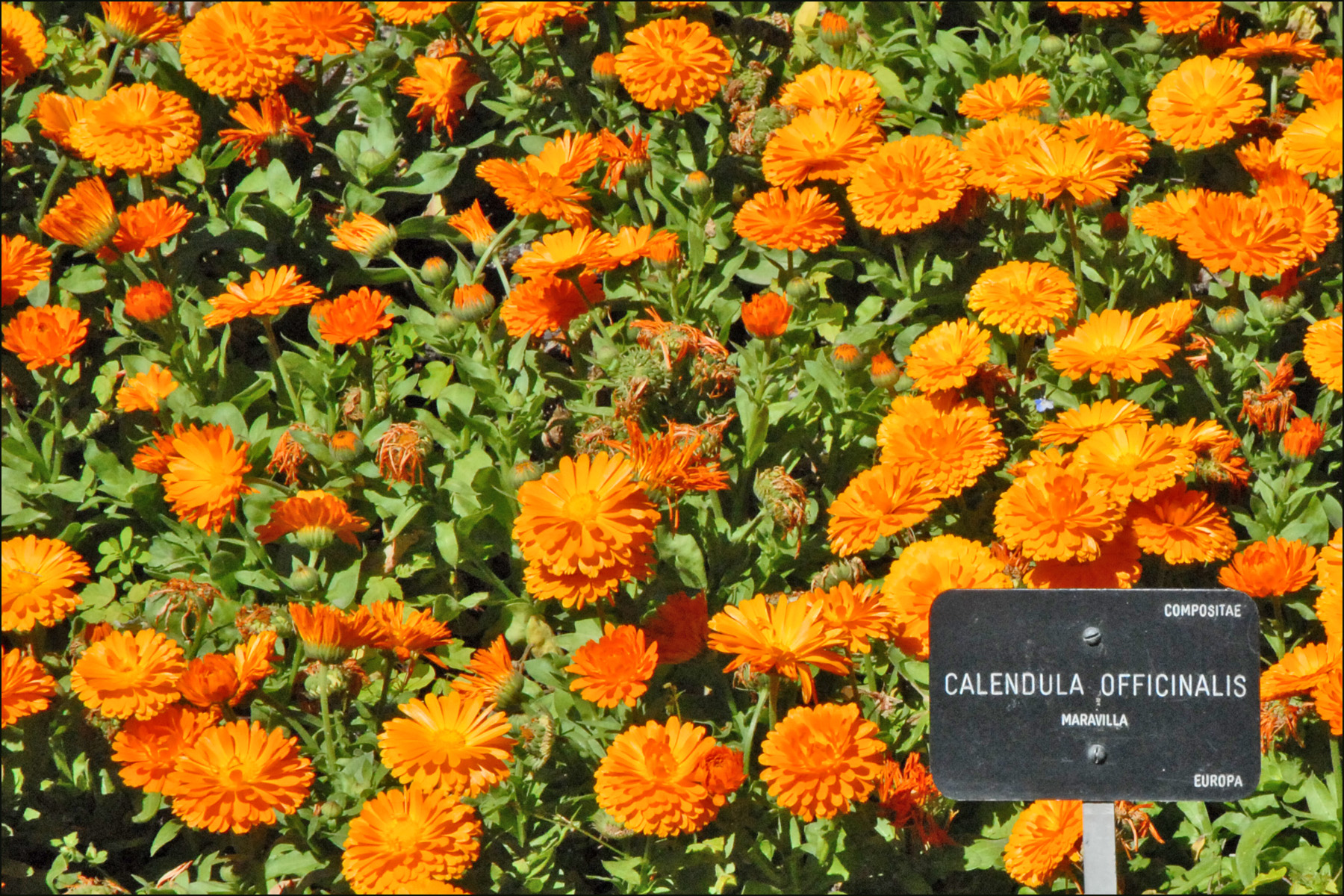
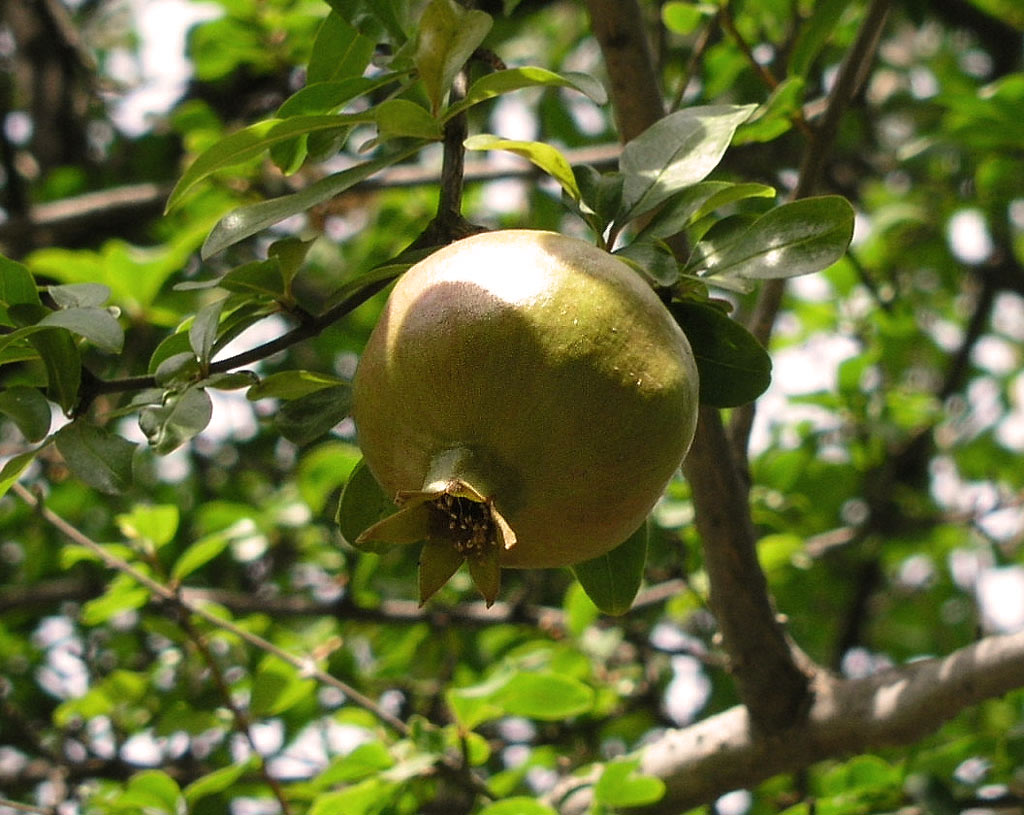
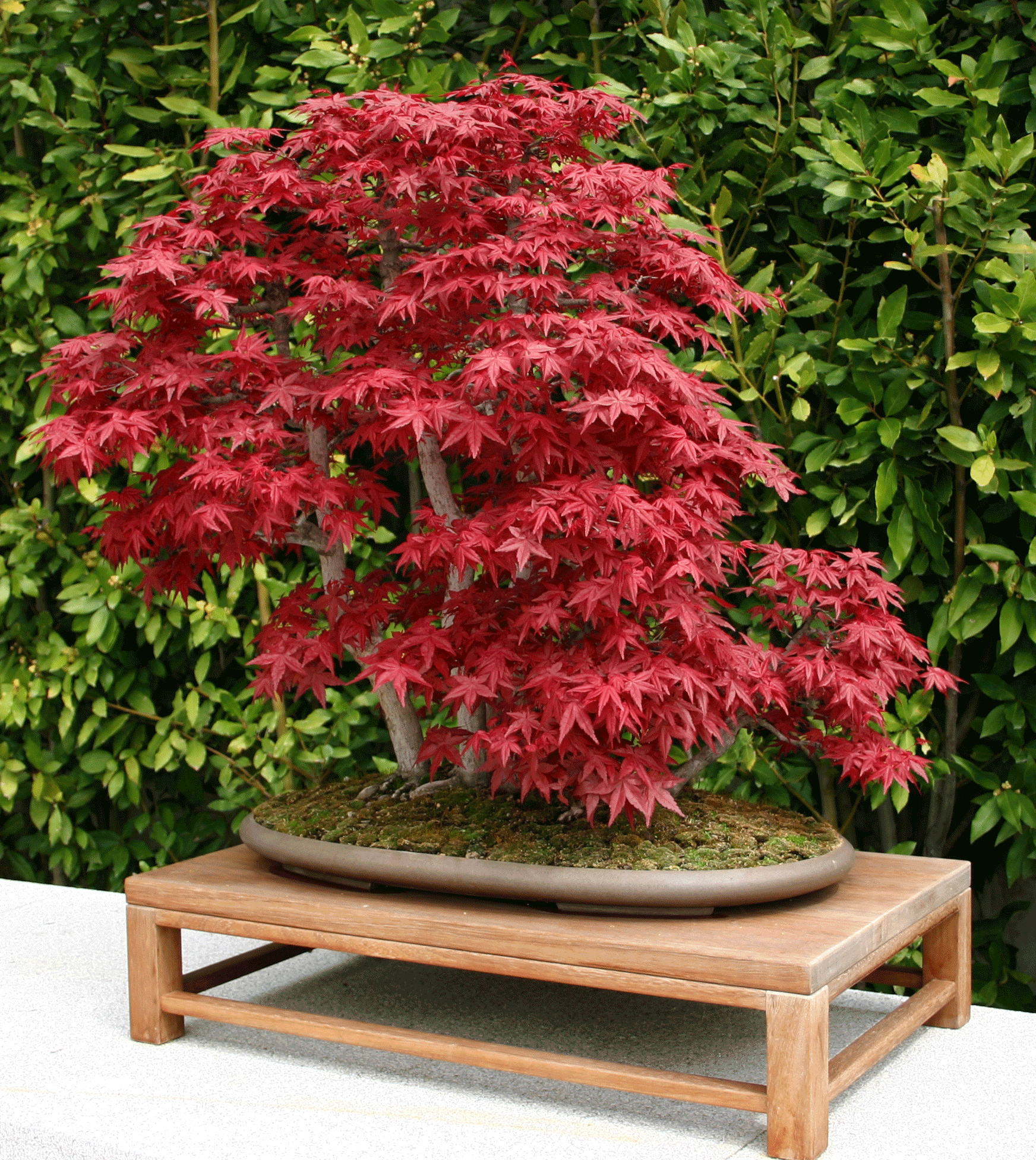
Bonsai z kolekcji byłego prezydenta Hiszpanii, Felipe Gonzáleza

## Działalność naukowa

### Zbiory naukowe
Herbarium jest największym w Hiszpanii, gromadzi ponad milion gatunków z całego świata. Najstarsze okazy zostały włączone podczas ekspedycji naukowych z przełomu XVIII i XIX w. Biblioteka Królewskiego Ogrodu Botanicznego powstawała wraz z rozwojem ogrodu. Archiwum ogrodu obejmuje przede wszystkim bogatą dokumentację sporządzoną w wyniku działalności samego ogrodu, lecz także liczne darowizny dokumentacji z wypraw organizowanych w XVIII w. i XIX w. Obecnie księgozbiór biblioteki i archiwum obejmuje około 30 000 książek, ponad 2000 tytułów czasopism, około 2500 map. Bank zasobów genowych (Banco de Germoplasma) publikuje co roku listę Index Seminum, w której wymienia rodzaje nasion, jakie ogród botaniczny oferuje na wymianę placówkom naukowym na całym świecie. Od 1987 r. w ogrodzie działa zaawansowany system przechowywania nasion przez suszenie i przechowywanie w niskich temperaturach.

### Jednostki naukowe
Zakład Bioróżnorodności i Ochrony (Departamento de la Biodiversidad y Conservación) skupia się przede wszystkim na roślinach naczyniowych strefy Morza Śródziemnego, obszarów subtropikalnych i tropikalnych. Podejmuje działania w kierunku ochrony roślin wodnych poprzez tworzenie map występowania gatunków i badania rejonów podmokłych. Zakład Mykologii (Departamento de Micología) zajmuje się taksonomią, nomenklaturą, występowaniem i ochroną grzybów.

### Wydawane czasopisma naukowe
- Anales del Jardin Botánico de Madrid. Czasopismo publikujące artykuły dotyczące taksonomii roślin i grzybów oraz dziedzin pokrewnych (biogeografia, bioinformatyka, ekofizjologia, florystyka, morfologia funkcjonalna, nomenklatura).
- Flora Ibérica. Czasopismo publikujące badania taksonomiczne na roślinach naczyniowych, które występują naturalnie na Półwyspie Iberyjskim i na Balearach[4].
- Flora Mycologica Ibérica. Czasopismo aperiodyczne, publikujące monografie. Każda z publikacji jest dwujęzyczna: dwie kolumny na stronie prezentują tekst w języku hiszpańskim i angielskim[5].
- Ruizía (Monografías del Real Jardín Botánico). Czasopismo publikujące obszerne prace monograficzne, które ze względu na swoją długość nie spełniają wymogów Anales del Jardin Botánico de Madrid.
- Cuadernos de Trabajo de Flora Micológica Ibérica. Czasopismo publikujące prace naukowe o grzybach, występujących na Półwyspie Iberyjskim i na Balearach, wyłączając grzyby pasożytujące na człowieku i zwierzętach.